# Natale in Germania

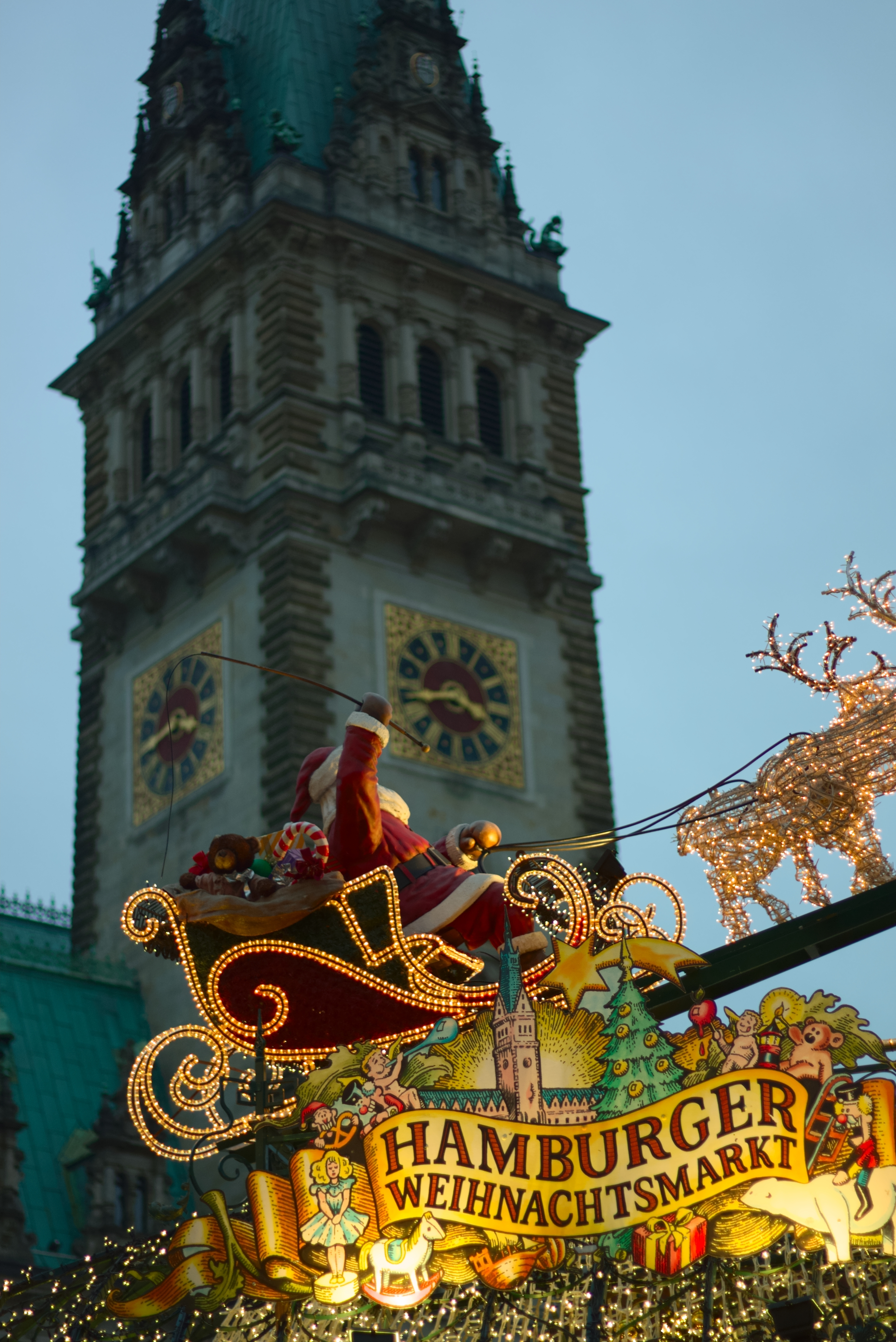
Mercatino natalizio ad Amburgo

## "Natale" in tedesco

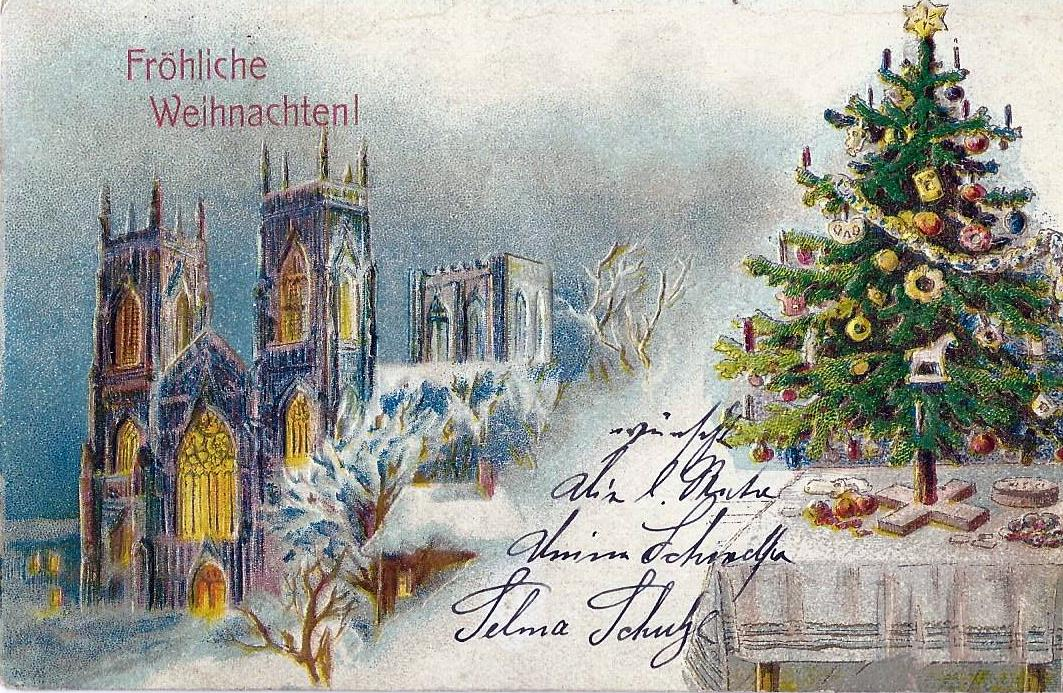
Auguri di "Buon Natale" in una cartolina natalizia tedesca

Il termine tedesco per "Natale" è Weihnachten o Weihnacht.
Questo termine, che costituisce un'eccezione priva di corrispondenti in altre lingue, deriva dal medio alto tedesco wīhennahten, che significa "notti sacre" e fece la sua prima comparsa nel 1150 nella locuzione ze den wihen nahten.
Formule d'augurio sono: Fröhliche Weihachten!, Frohe Weihnachten!.

## Storia
La festa del Natale fu ufficialmente introdotta in Germania nell'813 con il Sinodo di Magonza.
Durante il periodo della riforma protestante, Martin Lutero fu tra coloro che non rifiutarono la celebrazione del Natale, festa osteggiata dai protestanti in quanto introdotta da un Papa. Al contrario, soleva tenere durante il periodo natalizio dei sermoni che illustravano ai fedeli gli eventi relativi alla Natività e fu autore di alcuni canti natalizi; tuttavia, egli criticava la venerazione dei Magi  e riteneva le loro reliquie, che erano state trasferite nel duomo di Colonia, un falso.

## Date importanti

### Sant'Andrea eKlöpfelnächte
In Germania, la stagione natalizia prende il via ufficialmente il 30 novembre, giorno di Sant'Andrea.
Nel folclore tedesco, la vigilia del giorno di Sant'Andrea è considerata importante per le forme di divinazione ad essa collegate: si ritiene, ad esempio, che in questa notte una ragazza conoscerà l'identità dell'uomo che prenderà in sposa.
Nel sud del Paese, così come in Svizzera e Austria, il giorno di Sant'Andrea segna anche l'inizio delle cosiddette Klöpfelnächte.  In Alta Baviera, questa tradizione viene praticata nei quattro giovedì che precedono la Vigilia di Natale, quando alcuni ragazzi girano di casa in casa interpretando canti natalizi.

### Santa Barbara
Il 4 dicembre, giorno dedicato a Santa Barbara, si usa portare in casa un ramoscello di albero da frutta, il cosiddetto Barbarazweig, e preparare il Kletzenbrot, un dolce alla frutta.

### Rauhnächte
I Dodici Giorni di Natale sono chiamati in Germania (come in Austria) Rauhnächte, ovvero "notti fumose": si credeva che l'uso del fumo potesse liberare le stalle e le case dalle forze malefiche che si aggirerebbero in questo periodo.

## Tradizioni popolari

### Tradizioni religiose

#### Frau(en)tragen
Una tradizione religiosa diffusa nel Sud della Germania (così come in Tirolo e nel Salisburghese) è il Frau(en)tragen, che consiste nello sfilare nelle vie cittadine portando in giro una figura di Maria.

### Decorazioni

#### Albero di Natale

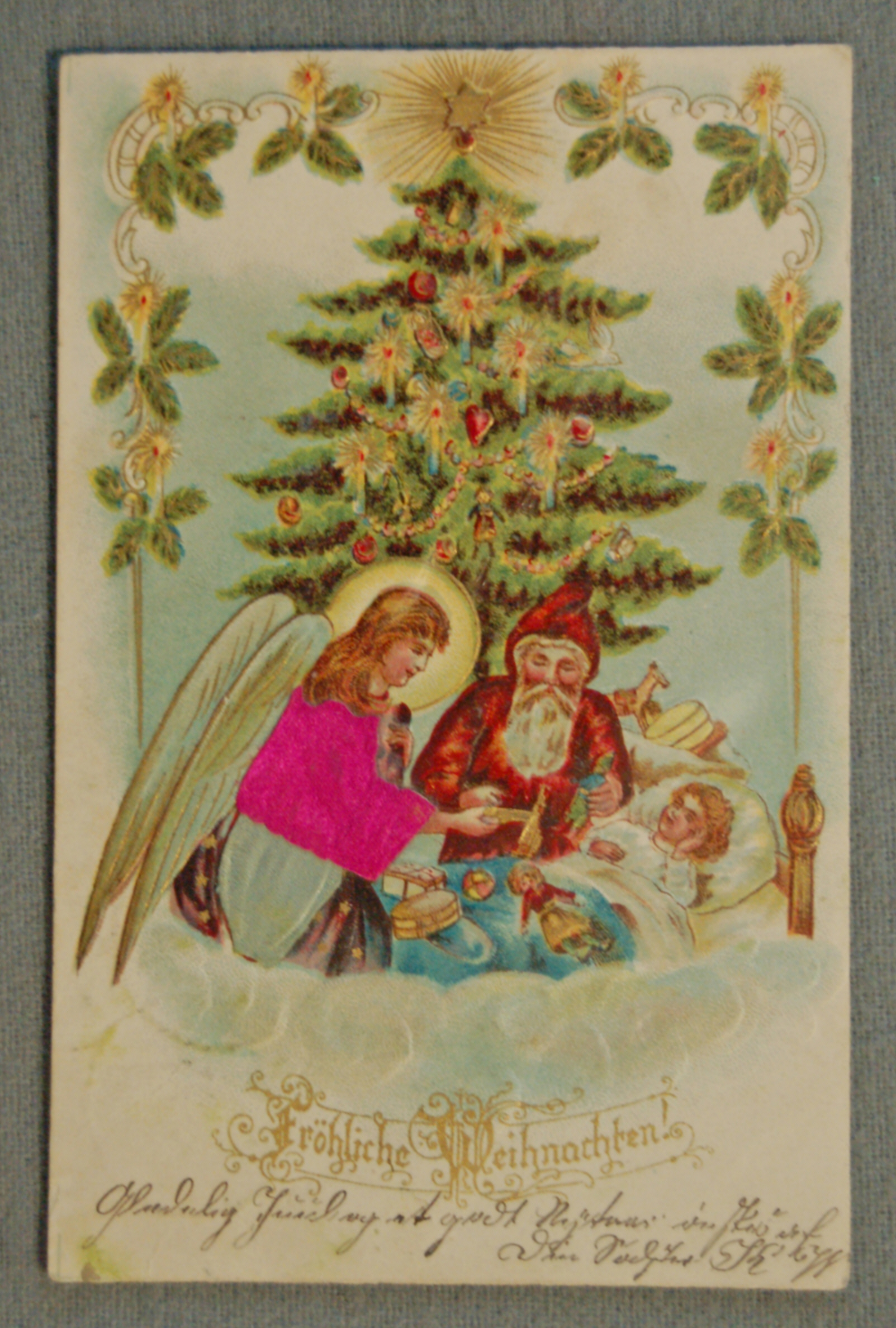
L'albero di Natale in una cartolina natalizia tedesca del 1900

Arriva da Strasburgo, all'epoca territorio tedesco, e risale al 1605 la prima testimonianza certa sulla tradizione dell'albero di Natale.In un appunto fornito da un cittadino del posto, si legge infatti che "A Natale a Strasburgo si preparano alberi su cui si appendono rose di carta colorate, mele, ecc."
Una leggenda attribuisce inoltre l'invenzione dell'albero di Natale a Martin Lutero: si racconta infatti che Lutero, in una sera stellata, avesse avuto l'idea di portare a casa per i suoi bambini un albero illuminato da numerose candele, che simboleggiavano le stelle create da Dio.
In seguito, la tradizione si diffuse dalla Germania protestante anche in altre parti d'Europa e in Nord America. In Germania la tradizione era probabilmente ben radicata già nel XVIII secolo, tanto che ne fanno cenno numerosi scrittori quali Johann Wolfgang von Goethe, Friedrich Schiller e Johann Heinrich Jung-Stilling.
Fu inoltre Elena di Meclemburgo, nel 1840, a introdurre la tradizione dell'albero di Natale in Francia.

#### Calendario dell'Avvento

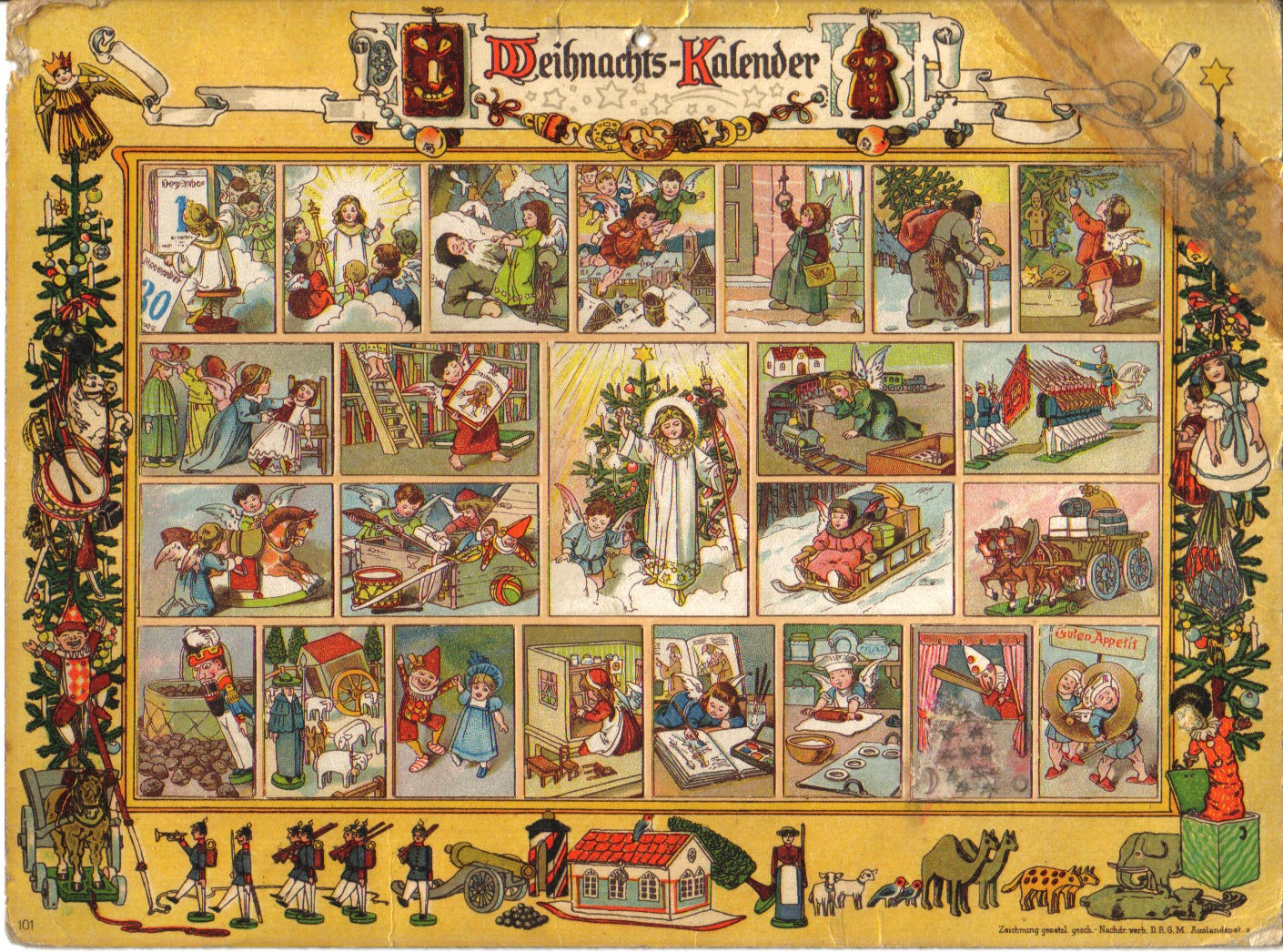
Uno dei più antichi calendari dell'Avvento

Di origine tedesca è anche la tradizione del calendario dell'Avvento (in tedesco: Adventskalender).
Questa tradizione iniziò infatti a svilupparsi nelle case tedesche nel corso del XIX secolo, quando si usava segnare con il gesso nel pavimento i giorni che mancavano a Natale.
Intorno al 1850 i calendari dell'Avvento iniziarono a prendere la forma attuale. Sempre in Germania, uscì nel 1903 il primo calendario dell'Avvento stampato: si tratta del Münchner Weihnachtskalender (Calenderio natalizio di Monaco), realizzato da Gerhard Lang.
In seguito, a partire dal 1914, la Germania iniziò ad esser un Paese esportatore di calendari dell'Avvento.

#### Ghirlanda dell'Avvento
Di origine tedesca è poi anche la tradizione della ghirlanda dell'Avvento o corona dell'Avvento (in tedesco: Adventskranz).
Questa tradizione si deve al pastore luterano Johann Heinrich Wichern.  Wichern realizzò la prima ghirlanda dell'Avvento nel 1903 nella Rauhes Haus, una casa che ospitava bambini orfani e bambini abbandonati.

#### Piramide natalizia

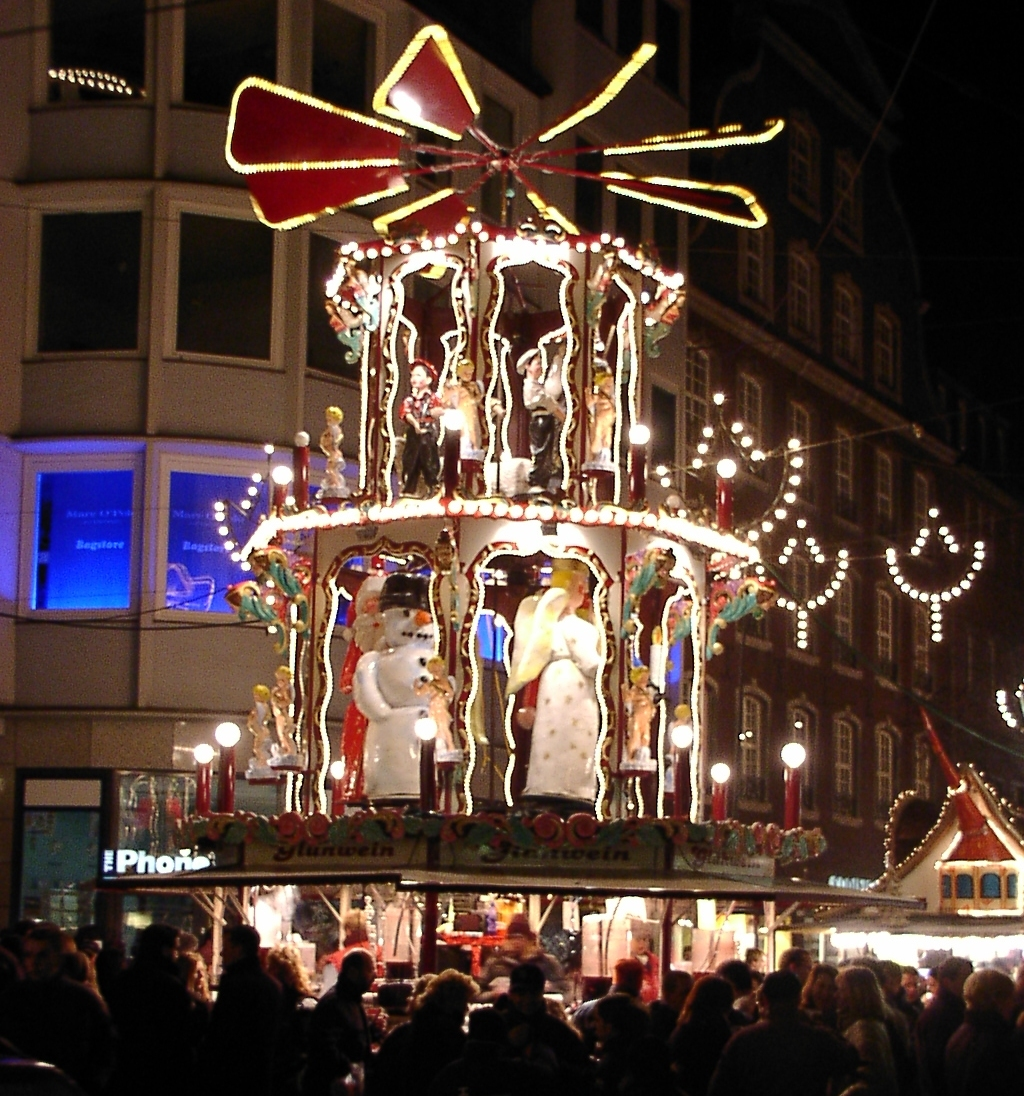
Piramide natalizia a Düsseldorf

Una tradizione tipicamente tedesca è quella della piramide natalizia (in tedesco: Weihnachtspyramide): si tratta di una sorta di piramide in legno addobbata con candele o luci, piante sempreverdi, carta multicolore, biscotti, immagini della Sacra Famiglia, ecc., provvista di un'elica che la fa girare. Questa tradizione ebbe origine nei Monti Metalliferi nel XVIII secolo.

### Personaggi del folkore

#### Christkind

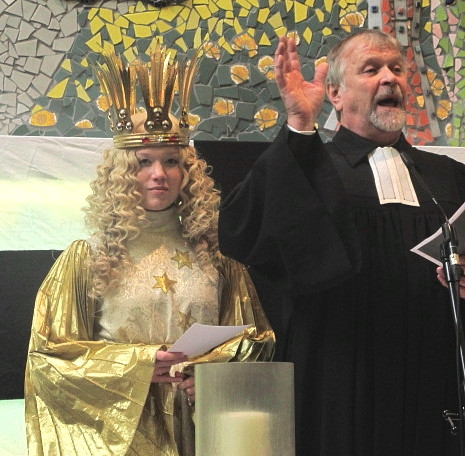
Christkind a Norimberga

Tra i portatori di doni, figura, in alcune regioni della Germania, il Christkind: frutto della sostituzione di San Nicola, originariamente aveva le sembianze di Gesù Bambino, ma in seguito assunse quelle di un angelo femminile vestito di bianco e munito di corona e bacchetta.Tradizione vuole che il Christkind si introduca nelle case dalla finestra.

#### Weihnachtsmann
Altro portatore di doni tedesco, frutto della sostituzione di San Nicola, è il Weihnachtsmann (letteralmente: L'uomo di Natale): forma laicizzata di San Nicola, si presenta come un vecchietto con un abito lungo e con un cappuccio a punta.
Oggi il termine tedesco Weihnachtsmann è passato ad indicare comunemente il Santa Claus americano.

#### Knecht Ruprecht
Knecht Ruprecht ("Ruprecht il servo") accompagna San Nicola nel Nord della Germania: questa tradizione è attestata sin dal 1668.

#### LeFrauen
Nei cosiddetti Dodici Giorni in Natale, si aggirerebbero secondo il folclore tedesco, delle figure femminili (Frauen), che nella superstizione sono legate a divieti riguardanti il lavoro della filatura.

##### Berchta
Tra le figure femminili che fanno la loro comparsa nel periodo natalizio in alcune zone della Germania, vi è Berchta: raffigurata come una sorta di strega, fa la sua comparsa in particolare la vigilia dell'Epifania.

##### Holda
Un'altra di queste figure femminili è Holda, il cui nome significa "la gentile".
In Sassonia si crede che premiasse le filatrici più diligenti.

##### FrauGaude
Nel Meclemburgo fa la sua comparsa nei Dodici Giorni di Natale Frau Gaude, che giunge nelle città su un carro trainato da cani: si crede che, se uno di questi cani viene ucciso, esso sia destinato a trasformarsi in pietra.
Chi aiuta questa figura, sarà benedetto dalla fortuna.

### Retaggi sacrificali
In Germania, erano un tempo diffusi durante il periodo natalizio dei riti sacrificali ai danni di animali domestici quali cani e gatti: in Meclemburgo si usava ad esempio buttare un cane nell'acqua del bestiame al fine di scongiurare la scabbia.

### Altre tradizioni

#### La tradizione del ceppo di Natale in Germania
La tradizione del ceppo di Natale, chiamato Christbrand o Christklotz, era radicata in varie zone della Germania.
In Assia e Vestfalia, si usava mettere il ceppo nel focolare e, una volta che iniziava a bruciare, veniva tolto per conservarlo, ma veniva nuovamente acceso nel caso in cui il cielo minacciasse pioggia come protezione dai fulmini.

#### Mercatini natalizi
Ebbe origine in Germania anche la tradizione del mercatino natalizio (in tedesco: Weihnachtsmarkt o Christkindlmarkt).
Si può forse considerare il primo mercatino natalizio della storia lo Striezelmarkt che si tenne a Dresda nel 1434. Risale invece al 1559 il primo Christkindlmarkt di Norimberga.

## Gastronomia

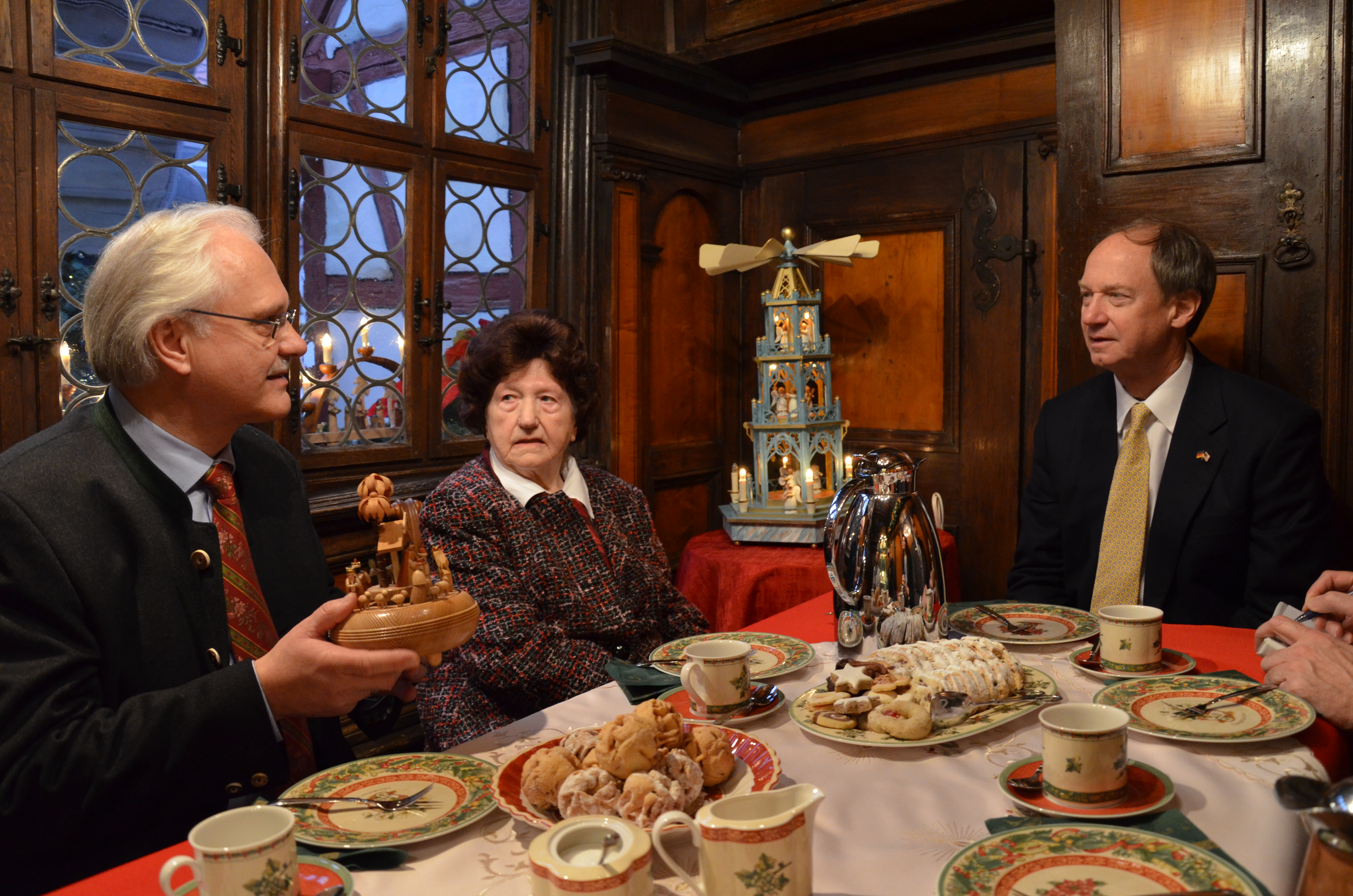
Tavola imbandita per le feste natalizie durante un incontro ufficiale in Germania

### Dolci e pani
Nella tradizione dolciaria tedesca per il periodo natalizio, si trovano biscotti di vario tipo, quali i Lebkuchen, i Pfeffernuss, i Printen e gli Spekulatius.
La loro forma antropomorfa o zoomorfa suggerirebbe un'origine legata a sacrifici pagani. I contadini tedeschi credevano, ad esempio, che il pane cotto a Natale possedesse dei poteri magici, specie nel caso in cui fosse bagnato dalla rugiada del 25 dicembre: nel Nord della Germania, durante i Dodici Giorni di Natale, veniva mischiato al foraggio per il bestiame, mentre in Franconia si credeva che, se gettato nel fuoco, fosse in grado di placare le fiamme.

#### Stollen
Uno dei simboli della gastronomia natalizia tedesca in fatto di dolci è lo Stollen o Christstollen o Weihnachtsstollen.
Dolce originario di Dresda, fu storicamente amato da re, principi e da semplici cittadini. La sua prima menzione risale al 1474 in un documento dell'Ospedale cristiano di San Bartolomeo.
In seguito, a partire dal 1560, divenne il dolce preferito dalla corte reale, tanto che da quella data venivano regalati ai re uno o due Stollen.

#### Lebkuchen

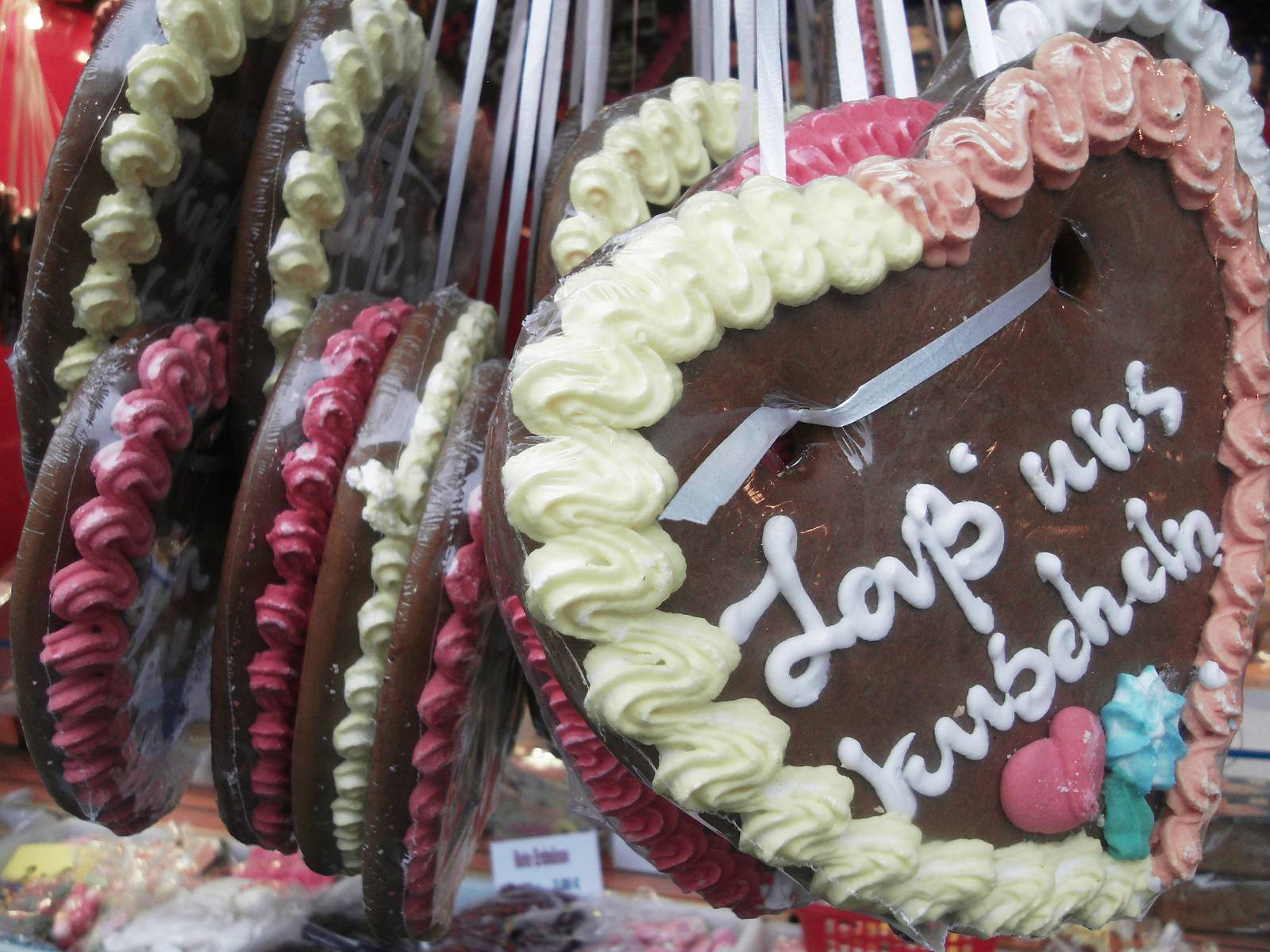
Lebkuchen decorati

Tipici biscotti natalizi tedeschi sono i Lebkuchen, che hanno avuto origine nel XII secolo per poi svilupparsi nel XVI secolo, e che vengono prodotti principalmente ad Aquisgrana, Braunschweig, Norimberga e Pulsnitz/Oberlausitz.

## Proverbi tedeschi legati al Natale

### Proverbi meteorologici
- Bis Weihnacht gibt es Speck und Brot, danach kommt Kält' und Not[34], ovvero "(Se) fino a Natale lardo e pane, poi arriva il freddo e la carestia"
- Bringt das Christkind Kält' und Schnee, drängt das Winterkorn in die Höh' [34], "Se Gesù Bambino porta freddo e neve, nelle colline domina il grano invernale"
- Hängt zu Weihnacht Eis von den Weiden, kannst du zu Ostern Palmen schneiden[34], ovvero "Se a Natale il ghiaccio è appeso nei campi, a Pasqua puoi tagliare le palme"
- Je dicker das Eis um Weihnacht liegt, je zeitiger der Bauer Frühling kriegt[35], ovvero "Più spesso è il ghiaccio a Natale, prima arriva la primavera per il contadino"
- Viel Wind in den Weihnachtstagen, reichlich Obst die Bäume tragen[34], "Se fa tanto vento nei giorni di Natale, gli alberi saranno ricchi di frutta"
- Weihnacht, die im grünen Kleid, hält für Ostern Schnee bereit[34], ovvero "Se Natale porta un verde vestito, a Pasqua si prepara a nevicare"
- Weihnachten im Schnee, Ostern im Klee[34], ovvero "Natale con la neve, Pasqua col trifoglio"

## Musica natalizia
Notevole è anche il contributo della Germania nella musica natalizia.
In Germania, i canti natalizi tradizionali o Weihnachtslieder si svilupparono soprattutto a partire dal XV-XVI secolo grazie a Martin Lutero, che intraprese, prettamente a scopo di evangelizzazione, un'ampia opera di raccolta e codifica di canti.

### Canti natalizi tradizionali provenienti dalla Germania
- Am Weihnachtsbaum die Lichter brennen, il cui testo è stato scritto nel 1841 da Hermann Kletke[38]
- Der Christbaum ist der schönste Baum, composto nel XIX secolo da Johannes Carl (testo) e Georg Eisenbach (musica)[39][40]
- Es ist ein' Ros' entsprungen (XVI secolo-inizio XVII secolo)[41]
- Es kommt ein Schiff, geladen, attribuito a Johannes Tauler (1300 ca. - 1361)[42]
- Fröhliche Weihnacht überall, scritto da August Heinrich Hoffmann von Fallersleben[43]
- Ich steh an deiner Krippen hier, il cui testo originale è stato composto nel 1653 da Paul Gerhardt[44]
- Ihr Kinderlein kommet, scritto alla fine del XVIII secolo da Christoph von Schmid[45]
- Kling, Glöckchen, klingelingeling, il cui testo è stato scritto da Karl Enslin (1814–1875) e la melodia da Benedikt Widmann (1820-1910)[46]
- Leise rieselt der Schnee, il cui testo è stato scritto nel 1895 da Eduard Ebel[47]
- Morgen, Kinder, wird's was geben (testo della fine del XVIII secolo)[48][49]
- O du fröhliche, da Johannes Daniel Falk e da Heinrich Holzschuher sulla melodia dell'anonimo canto mariano siciliano O Sanctissima[50][51][52][53]
- O Tannenbaum, il cui testo è stato scritto all'inizio del XIX secolo dall'organista Joachim August Zarnack  e nel 1824 da Ernst Anschütz e la cui melodia risale al XVI-XVII secolo[54][55]
- Süßer die Glocken nie klingen, il cui testo è stato scritto da Friedrich Wilhelm Kritzinger (1816-1890)[56]
- Vom Himmel hoch, da komm ich her, il cui testo è stato attribuito a Martin Lutero[57]
- Vom Himmel kam der Engel Schar, il cui testo è stato scritto nel 1543 da Martin Lutero[58]

### Il contributo del pop tedesco alla musica natalizia
Cantanti tedeschi hanno inoltre contribuito ad incidere dischi di canzoni natalizie. Tra questi brani, figurano (in ordine alfabetico):
- Christmas in My Heart, inciso da Sarah Connor (2005)[59]
- It's Christmas, inciso dai Modern Talking (1987)[60]

## Immagini del periodo natalizio in Germania

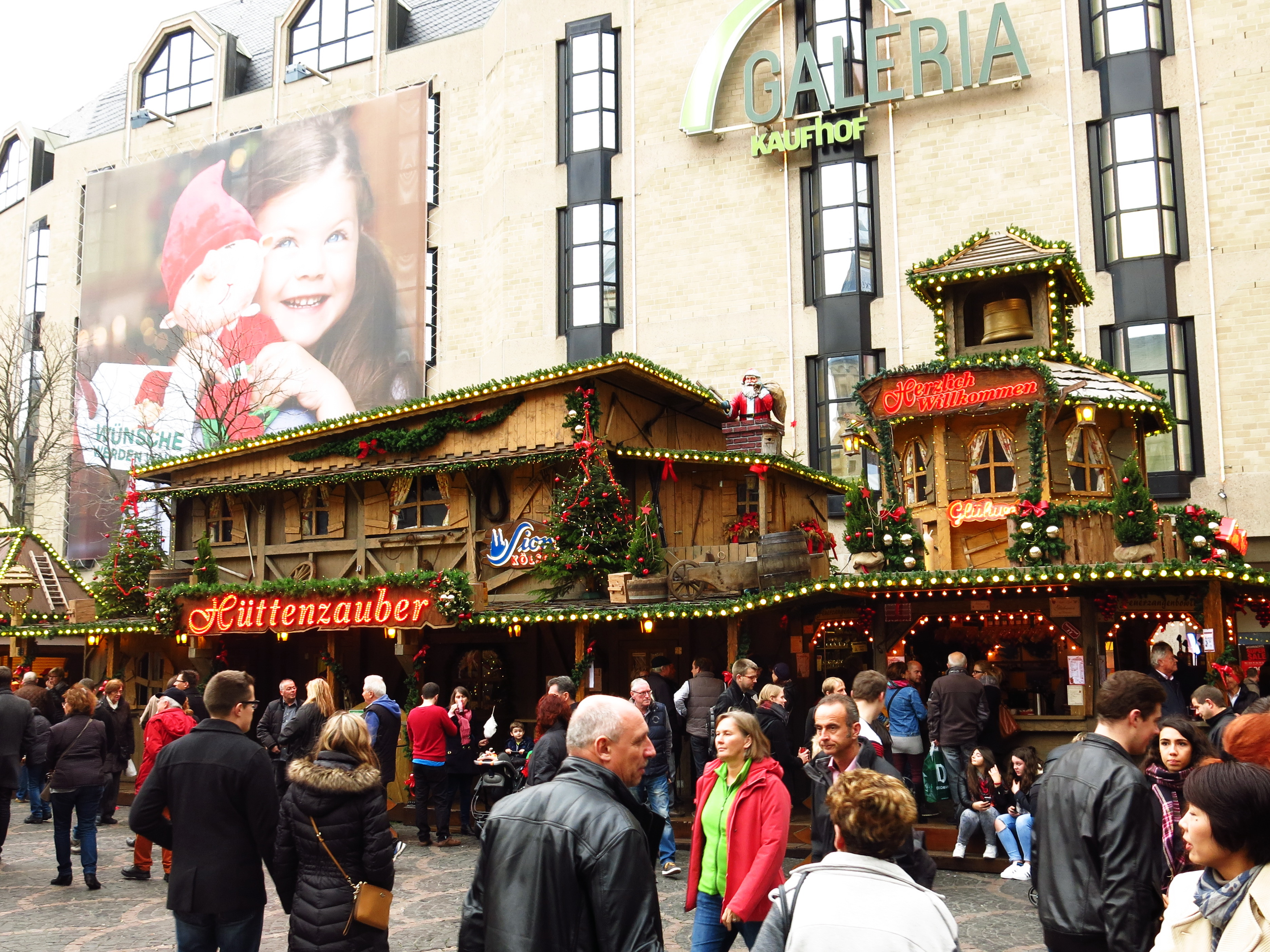
Mercatino natalizio a Bonn
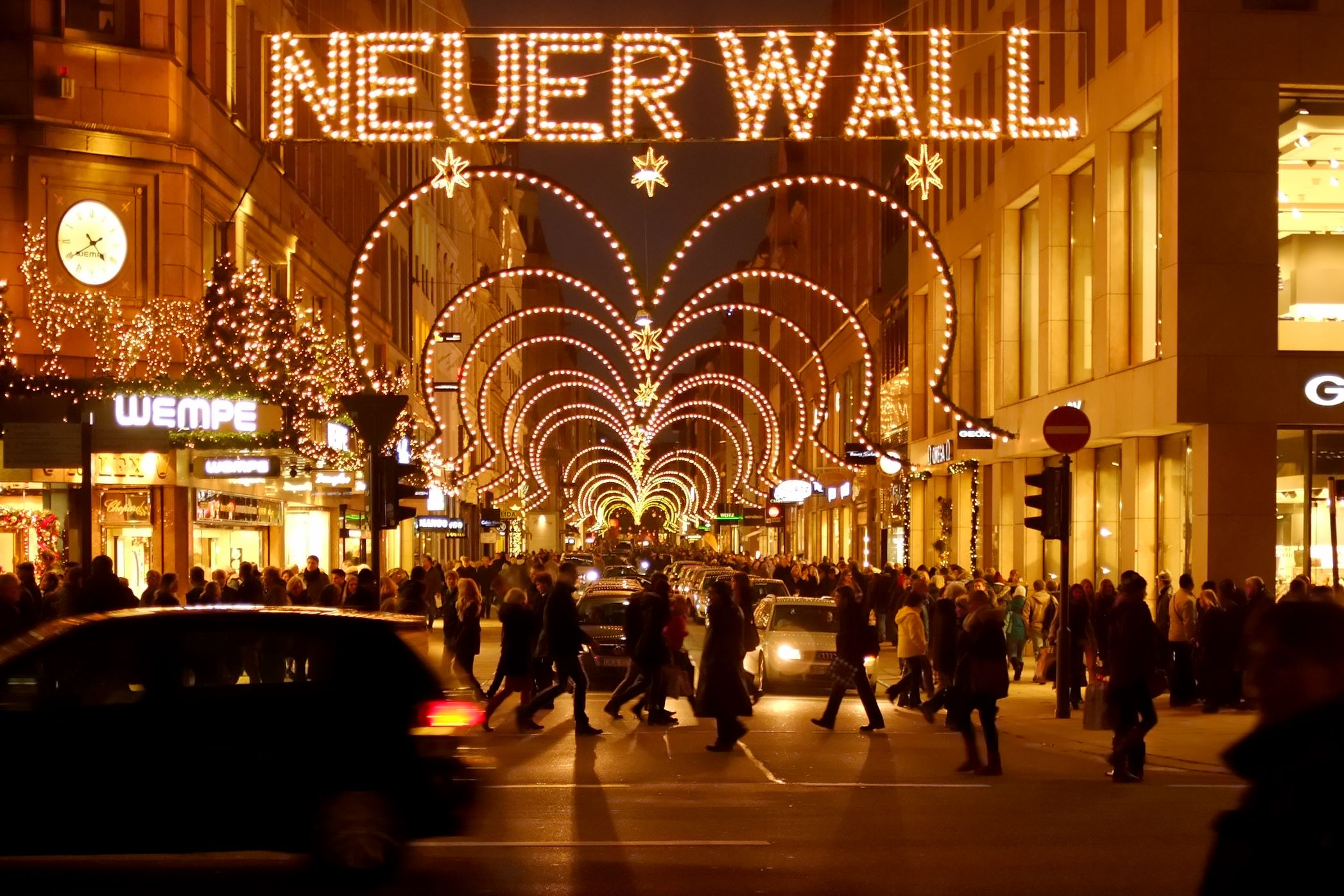
La Neuer Wall (via dello shopping di Amburgo) nel periodo natalizio
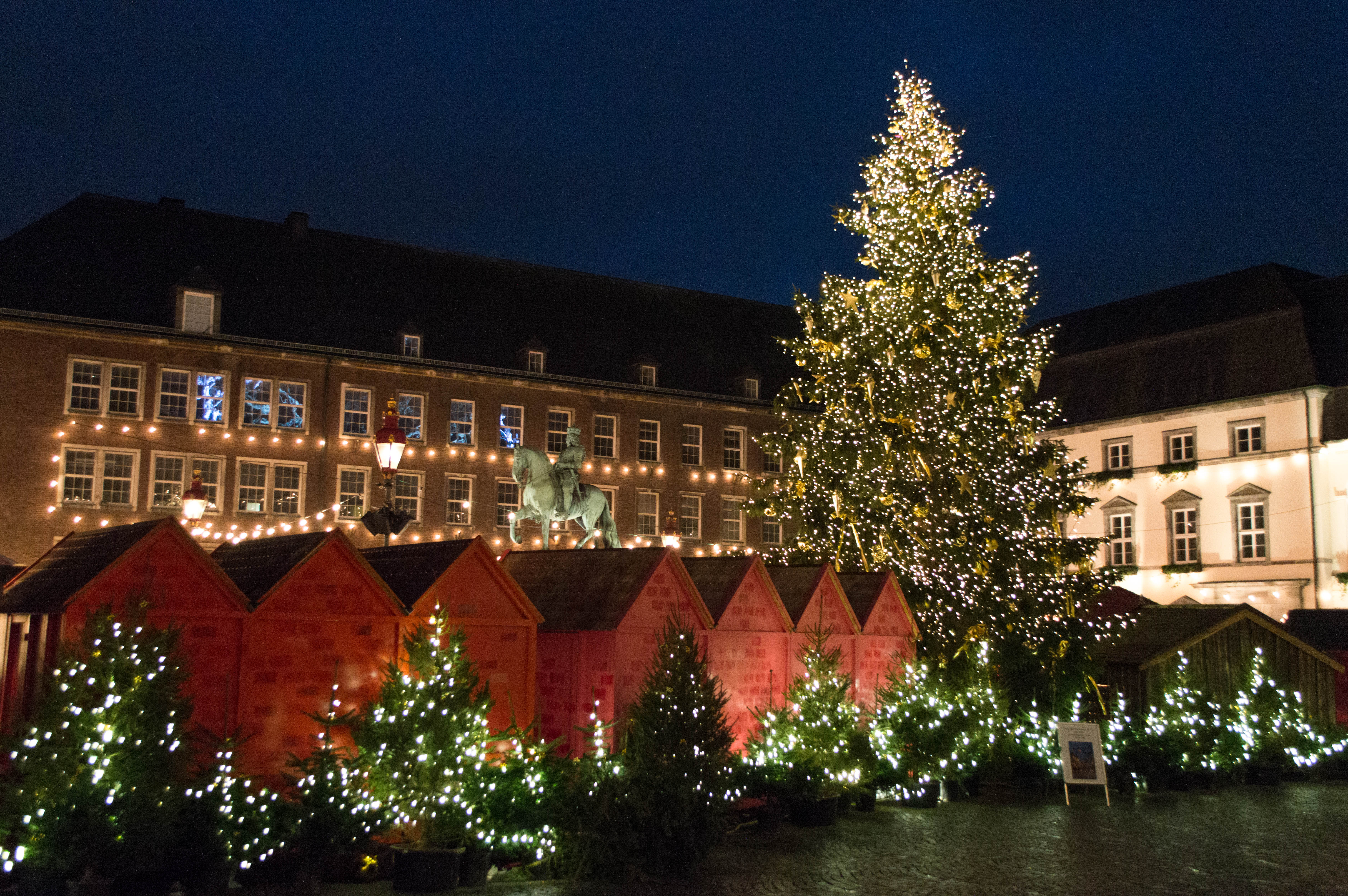
Mercatino natalizio nella Marktplatz di Düsseldorf
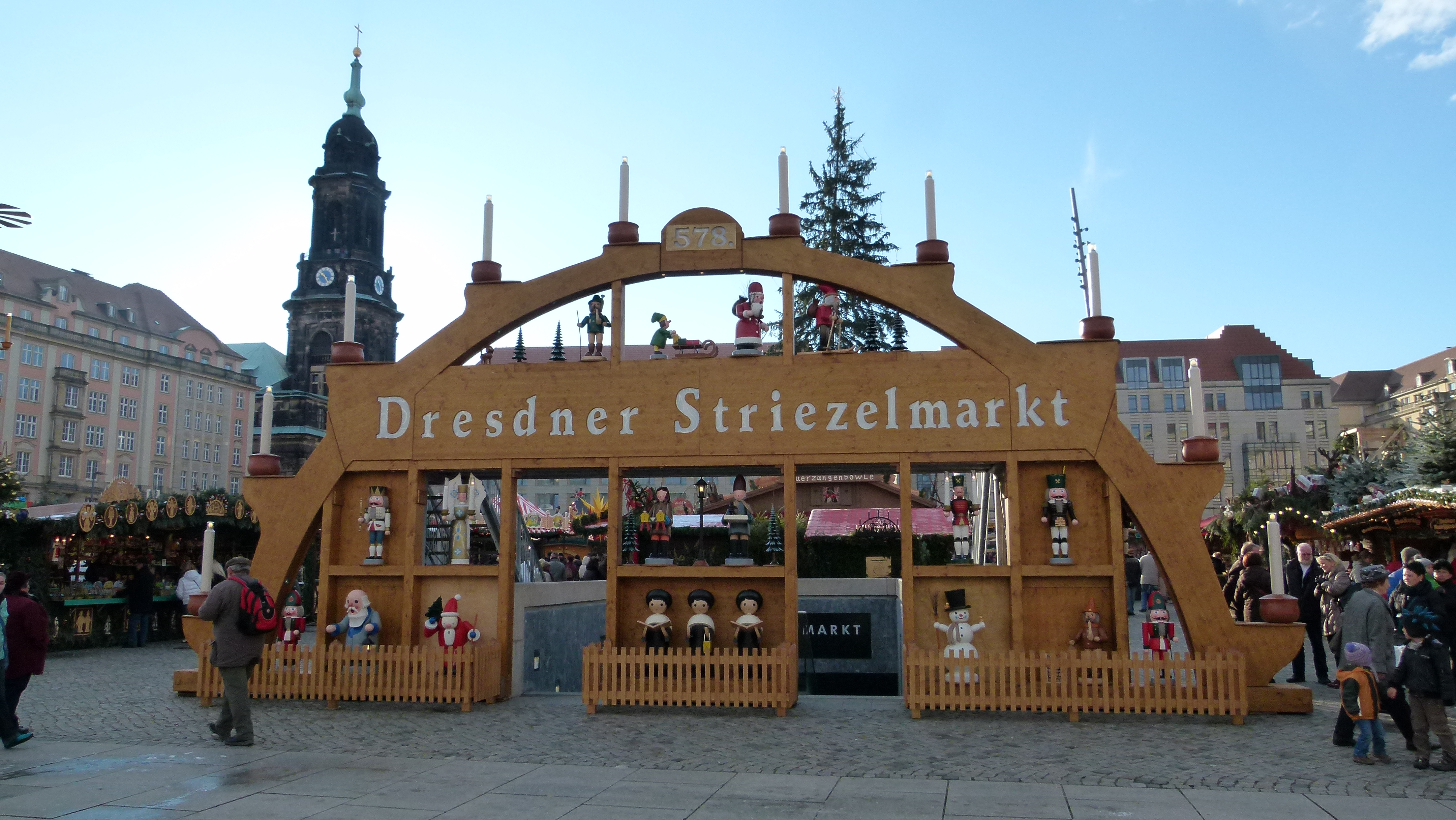
Striezelmarkt a Dresda
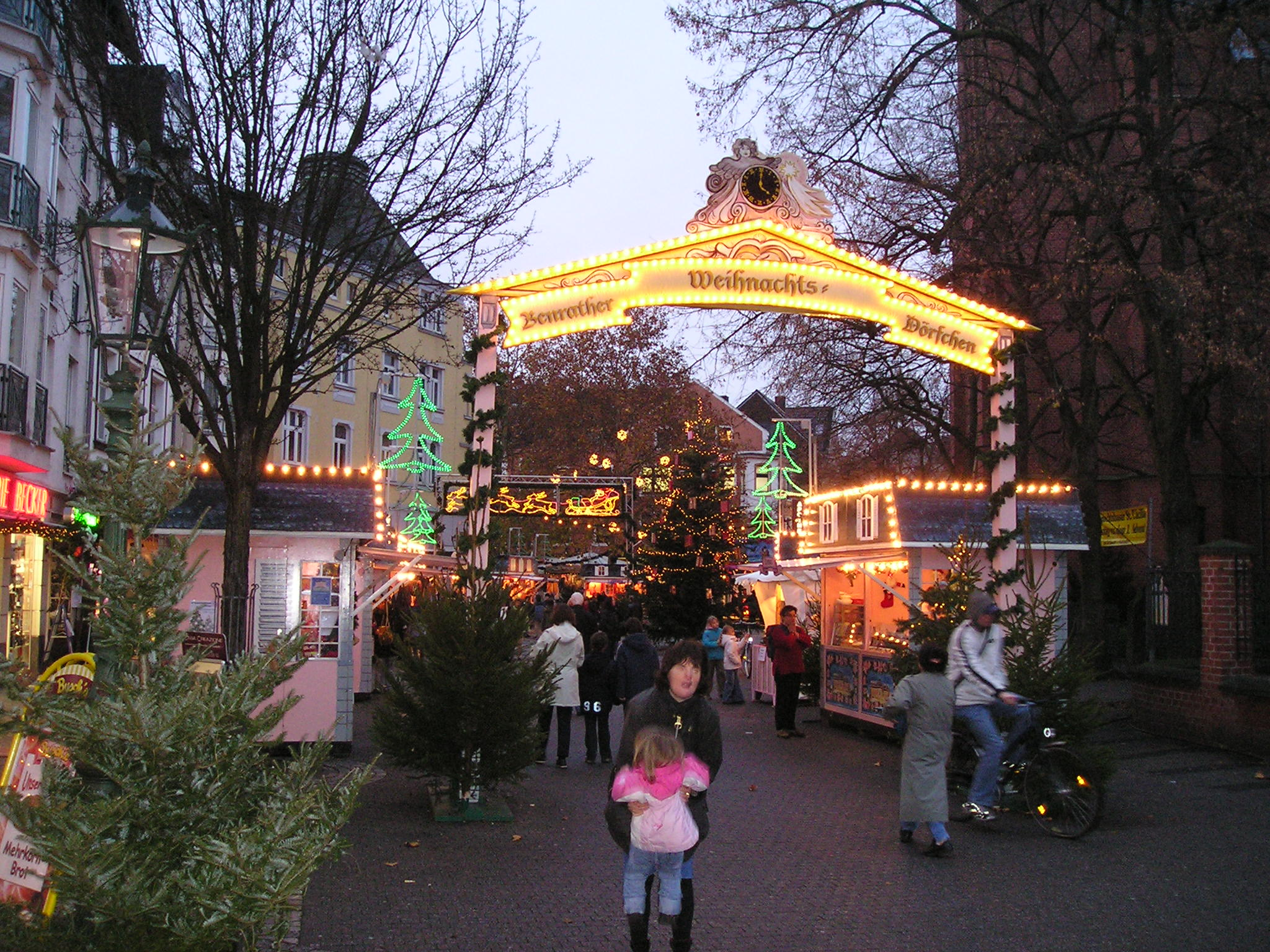
Il mercatino natalizio a Benrath, quartiere di Düsseldorf
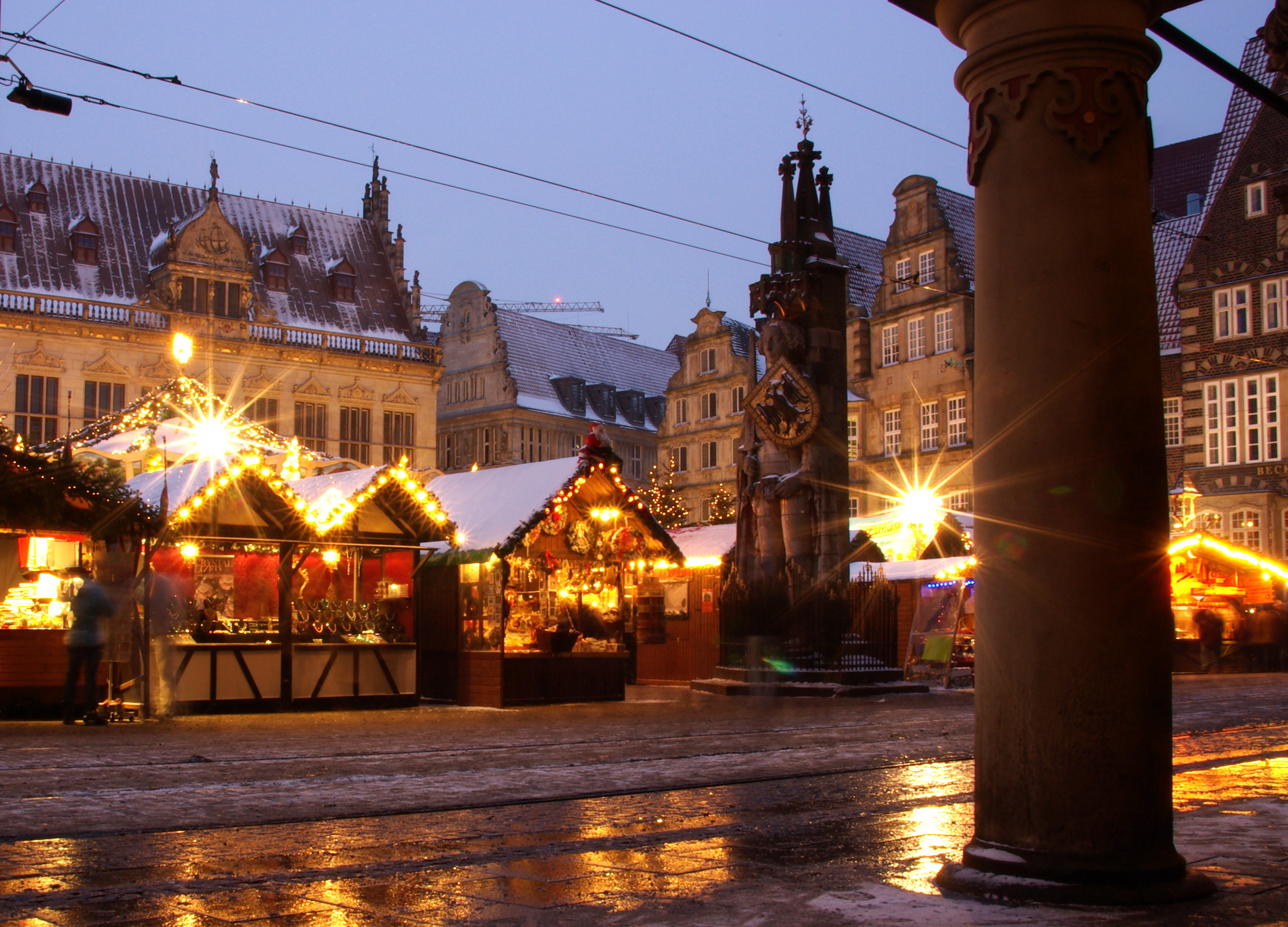
Mercatino natalizio a Brema
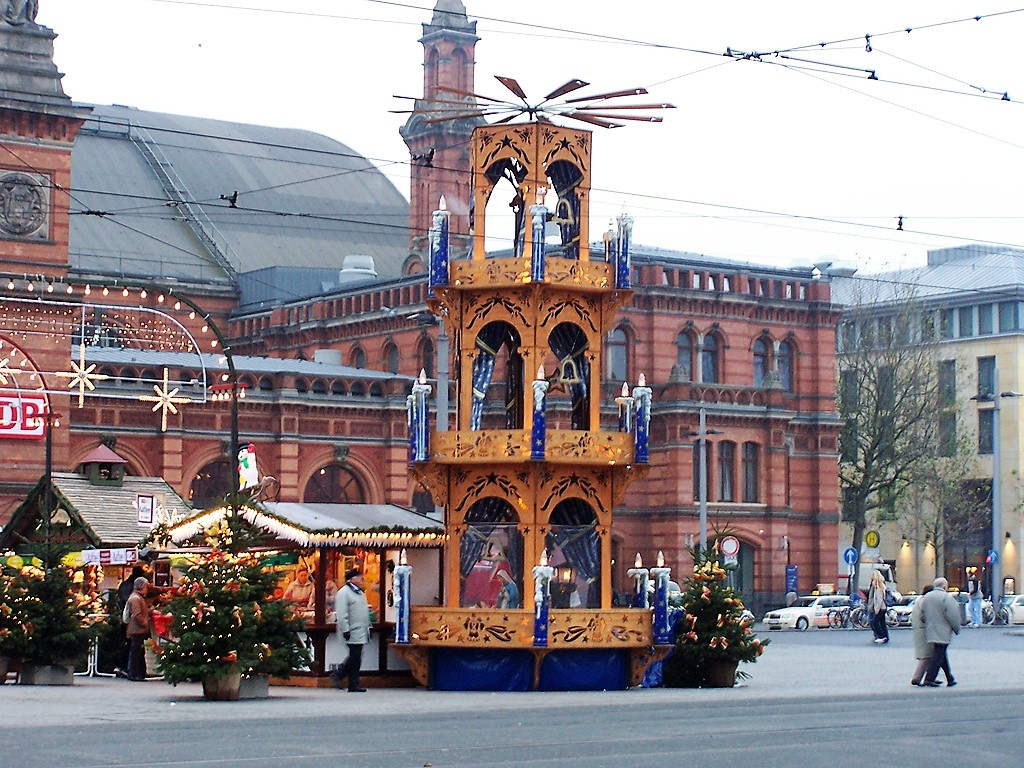
Panoramica natalizia della stazione centrale di Brema
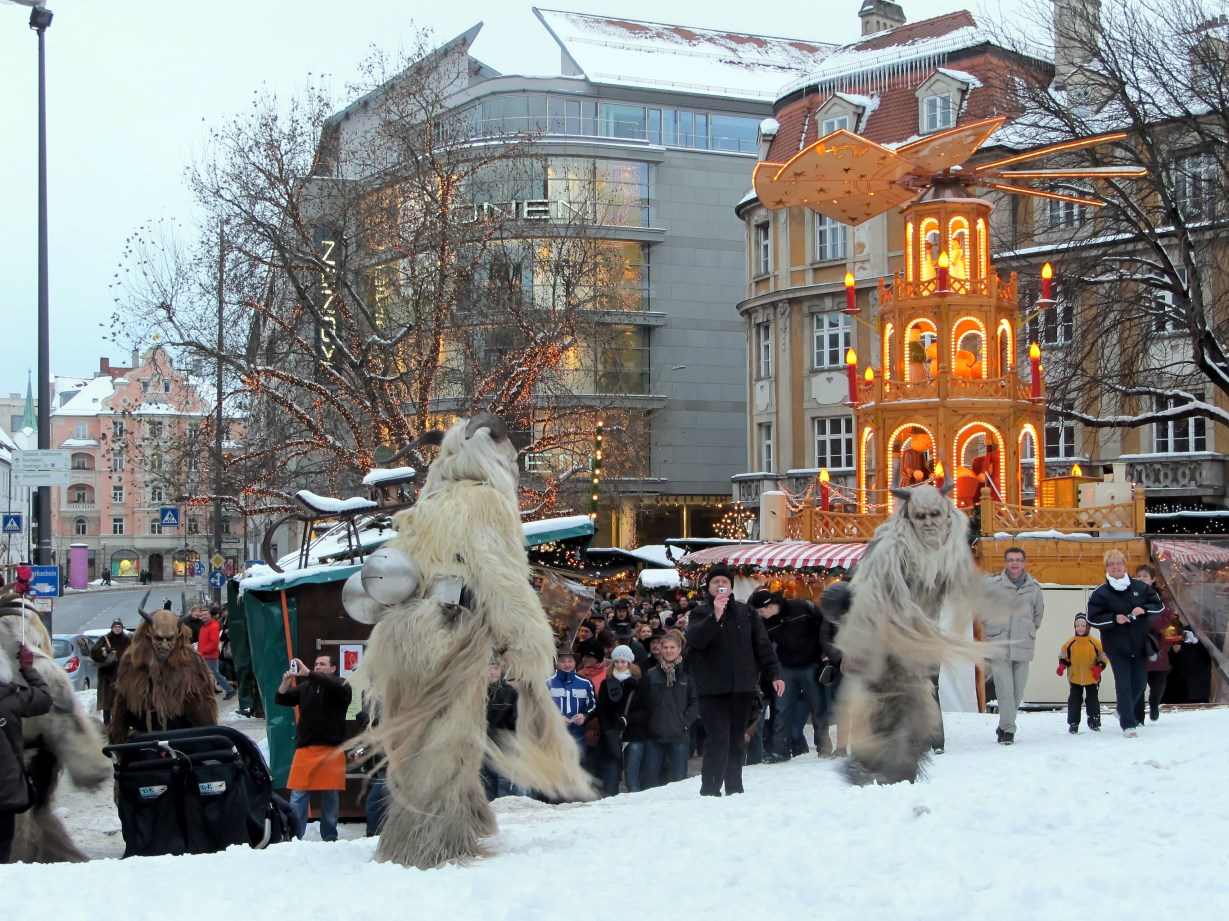
Il Gruppo  Sparifankerl-Pass al Kripperlmarkt / Rindermarkt di Monaco di Baviera